# (5525) 1991 TS4
(5525) 1991 TS4 (1991 TS4, 1980 FO7, 1981 SX, 1983 CH1, 1983 DW, 1983 EV3) — астероїд головного поясу.
Тіссеранів параметр щодо Юпітера — 3,623.